# Javier Galvis Flores
Javier Galvis Flores alias Mauricio (Simacota, Santander siglo XX - Líbano, Tolima 19 de marzo de 2009) fue un guerrillero colombiano miembro del Ejército de Liberación Nacional.  

## Biografía
Natural de Simacota (Santander). Fue Jefe integrante del Comando Central del ELN y máximo Comandante del Bloque Bolcheviques. Murió el 19 de marzo de 2009 en Líbano, en el departamento de Tolima, luego de que el cerco contra sus fuerzas se fue estrechando muriendo junto a su segundo al mando, Jhon Jairo Moscoso Cárdenas, alias Duván. 